# World Series of Poker 2014
Die World Series of Poker 2014 war die 45. Austragung der Poker-Weltmeisterschaft und fand ab dem 27. Mai 2014 im Rio All-Suite Hotel and Casino in Paradise am Las Vegas Strip statt. Sie endete mit dem Finaltisch des Main Events, der vom 10. bis 12. November 2014 gespielt wurde.

## Turniere

### Struktur
Insgesamt standen 65 Pokerturniere in den Varianten Texas- und Omaha Hold’em, Seven Card Stud, Razz, 2-7 Triple Draw sowie in den gemischten Varianten H.O.R.S.E., 8-Game und 10-Game auf dem Turnierplan. Der Buy-in lag zwischen 500 und einer Million US-Dollar. Für einen Turniersieg bekamen die Spieler neben dem Preisgeld ein Bracelet. Vanessa Selbst und Haixia Zhang waren als einzige Frauen erfolgreich, der Deutsche George Danzer gewann als einziger Spieler zwei Bracelets.

### Turnierplan

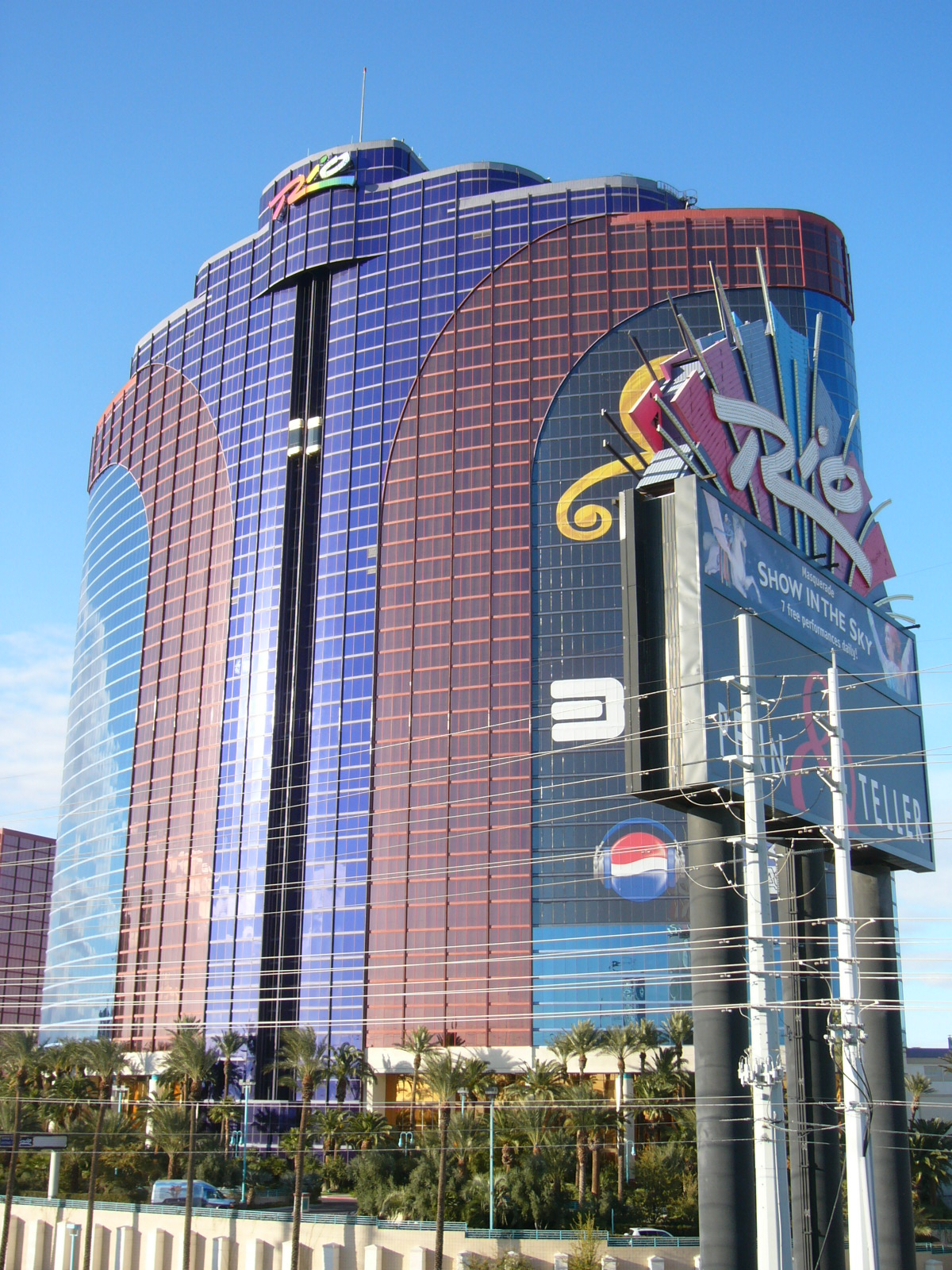
Das Rio All-Suite Hotel and Casino am Las Vegas Strip

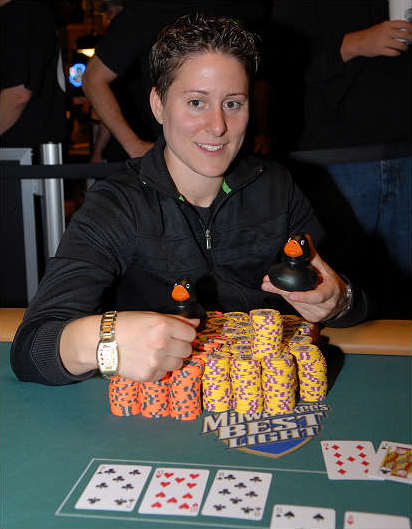
Vanessa Selbst gewann bei Turnier #2 als eine von insgesamt zwei Frauen ein Bracelet

Im Falle eines mehrfachen Braceletgewinners gibt die Zahl hinter dem Spielernamen an, das wievielte Bracelet in diesem Turnier gewonnen wurde.
| #  | Buy-in (in $) | Turnier                                        | Turnierbeginn | Teilnehmer | Sieger               | Herkunft               | Preisgeld (in $) |
| -- | ------------- | ---------------------------------------------- | ------------- | ---------- | -------------------- | ---------------------- | ---------------- |
| 1  | 0.000.500     | Casino Employees No-Limit Hold’em Event        | 27. Mai 2014  | 0876       | Roland Reparejo      | Vereinigte Staaten     | 00.082.835       |
| 2  | 0.025.000     | Mixed Max No-Limit Hold’em                     | 27. Mai 2014  | 0131       | Vanessa Selbst (3)   | Vereinigte Staaten     | 00.871.148       |
| 3  | 0.001.000     | Pot-Limit Omaha                                | 28. Mai 2014  | 1128       | Brandon Shack-Harris | Vereinigte Staaten     | 00.205.634       |
| 4  | 0.001.000     | No-Limit Hold’em                               | 29. Mai 2014  | 2224       | Kyle Cartwright      | Vereinigte Staaten     | 00.360.435       |
| 5  | 0.010.000     | Limit 2-7 Triple Draw Lowball                  | 29. Mai 2014  | 0120       | Tuan Le              | Vereinigte Staaten     | 00.355.324       |
| 6  | 0.001.500     | No-Limit Hold’em Shootout                      | 30. Mai 2014  | 0948       | Alex Bolotin         | Vereinigte Staaten     | 00.259.211       |
| 7  | 0.001.500     | Seven Card Razz                                | 30. Mai 2014  | 0352       | Ted Forrest (6)      | Vereinigte Staaten     | 00.121.196       |
| 8  | 0.001.500     | Millionaire Maker No-Limit Hold’em             | 31. Mai 2014  | 7977       | Jonathan Dimmig      | Vereinigte Staaten     | 01.319.587       |
| 9  | 0.001.000     | No-Limit Hold’em                               | 1. Juni 2014  | 1940       | Jeffrey Smith        | Vereinigte Staaten     | 00.323.125       |
| 10 | 0.010.000     | Limit Omaha Hi-Low Split-8 or Better           | 1. Juni 2014  | 0178       | Brock Parker (3)     | Vereinigte Staaten     | 00.443.407       |
| 11 | 0.001.500     | No-Limit Hold’em Six Handed                    | 2. Juni 2014  | 1587       | Justin Bonomo        | Vereinigte Staaten     | 00.449.980       |
| 12 | 0.001.500     | Pot-Limit Hold’em                              | 3. Juni 2014  | 0557       | Gregory Kolo         | Vereinigte Staaten     | 00.169.225       |
| 13 | 0.010.000     | No-Limit 2-7 Draw Lowball                      | 3. Juni 2014  | 0087       | Paul Volpe           | Vereinigte Staaten     | 00.253.524       |
| 14 | 0.001.500     | Limit Omaha Hi-Low Split-8 or Better           | 4. Juni 2014  | 1036       | Nick Kost            | Vereinigte Staaten     | 00.283.275       |
| 15 | 0.003.000     | No-Limit Hold’em Six Handed                    | 5. Juni 2014  | 0810       | Davidi Kitai (3)     | Belgien                | 00.508.640       |
| 16 | 0.001.500     | Limit 2-7 Triple Draw Lowball                  | 5. Juni 2014  | 0348       | Todd Bui             | Vereinigte Staaten     | 00.124.510       |
| 17 | 0.001.000     | Seniors No-Limit Hold’em Championship          | 6. Juni 2014  | 4425       | Dan Heimiller (2)    | Vereinigte Staaten     | 00.627.462       |
| 18 | 0.010.000     | Seven Card Razz                                | 6. Juni 2014  | 0112       | George Danzer        | Deutschland            | 00.294.792       |
| 19 | 0.001.500     | No-Limit Hold’em                               | 7. Juni 2014  | 2086       | Ted Gillis           | Vereinigte Staaten     | 00.514.027       |
| 20 | 0.003.000     | No-Limit Hold’em Shootout                      | 7. Juni 2014  | 0389       | Kory Kilpatrick      | Vereinigte Staaten     | 00.254.891       |
| 21 | 0.001.000     | No-Limit Hold’em                               | 8. Juni 2014  | 2043       | Dominik Nitsche (3)  | Deutschland            | 00.335.659       |
| 22 | 0.010.000     | H.O.R.S.E.                                     | 8. Juni 2014  | 0200       | Chris Wallace        | Vereinigte Staaten     | 00.507.614       |
| 23 | 0.001.000     | Turbo No-Limit Hold’em                         | 9. Juni 2014  | 1473       | Doug Polk            | Vereinigte Staaten     | 00.251.969       |
| 24 | 0.010.000     | No-Limit Hold’em Six Handed                    | 10. Juni 2014 | 0541       | Kevin Eyster         | Vereinigte Staaten     | 00.622.998       |
| 25 | 0.002.500     | Omaha/Seven Card Stud Hi-Low Split-8 or Better | 10. Juni 2014 | 0470       | John Kabbaj (2)      | Vereinigtes Konigreich | 00.267.327       |
| 26 | 0.001.500     | No-Limit Hold’em                               | 11. Juni 2014 | 1594       | Andrew Rennhack      | Vereinigte Staaten     | 00.408.953       |
| 27 | 0.001.500     | H.O.R.S.E.                                     | 12. Juni 2014 | 0743       | Tommy Hang           | Vereinigte Staaten     | 00.230.744       |
| 28 | 0.010.000     | Pot-Limit Hold’em                              | 12. Juni 2014 | 0160       | Alex Bilokur         | Russland               | 00.398.567       |
| 29 | 0.002.500     | No-Limit Hold’em                               | 13. Juni 2014 | 1165       | Pierre Milan         | Frankreich             | 00.536.768       |
| 30 | 0.001.500     | Seven Card Stud Hi-Low 8-or Better             | 13. Juni 2014 | 0588       | Calvin Anderson      | Vereinigte Staaten     | 00.190.538       |
| 31 | 0.001.500     | No-Limit Hold’em                               | 14. Juni 2014 | 1631       | Brett Shaffer (2)    | Vereinigte Staaten     | 00.418.435       |
| 32 | 0.010.000     | No-Limit Hold’em Six Handed                    | 14. Juni 2014 | 0264       | Joe Cada (2)         | Vereinigte Staaten     | 00.670.041       |
| 33 | 0.001.000     | No-Limit Hold’em                               | 15. Juni 2014 | 1688       | Dutch Boyd (3)       | Vereinigte Staaten     | 00.288.744       |
| 34 | 0.001.500     | Seven Card Stud                                | 15. Juni 2014 | 0345       | Eric Buchman (2)     | Vereinigte Staaten     | 00.118.785       |
| 35 | 0.005.000     | No-Limit Hold’em Eight Handed                  | 16. Juni 2014 | 0550       | Brian Yoon (2)       | Vereinigte Staaten     | 00.633.341       |
| 36 | 0.001.500     | No-Limit 2-7 Draw Lowball                      | 16. Juni 2014 | 0241       | Steven Wolansky      | Vereinigte Staaten     | 00.089.483       |
| 37 | 0.001.500     | Pot-Limit Omaha                                | 17. Juni 2014 | 0967       | Brandon Paster       | Vereinigte Staaten     | 00.264.400       |
| 38 | 0.010.000     | Seven Card Stud Hi-Low Split-8 or Better       | 17. Juni 2014 | 0134       | George Danzer (2)    | Deutschland            | 00.352.696       |
| 39 | 0.003.000     | No-Limit Hold’em                               | 18. Juni 2014 | 0992       | Sean Dempsey         | Vereinigte Staaten     | 00.548.460       |
| 40 | 0.010.000     | Heads Up No-Limit Hold’em                      | 19. Juni 2014 | 0136       | Davide Suriano       | Italien                | 00.335.553       |
| 41 | 0.001.500     | Dealer’s Choice Six-Handed                     | 19. Juni 2014 | 0419       | Robert Mizrachi (2)  | Vereinigte Staaten     | 00.147.092       |
| 42 | 0.005.000     | Pot-Limit Omaha Six Handed                     | 20. Juni 2014 | 0452       | Michael Drummond     | Vereinigte Staaten     | 00.541.747       |
| 43 | 0.001.500     | Limit Hold’em                                  | 20. Juni 2014 | 0657       | Dan Kelly (2)        | Vereinigte Staaten     | 00.195.167       |
| 44 | 0.001.500     | No-Limit Hold’em                               | 21. Juni 2014 | 1914       | Jordan Morgan        | Vereinigte Staaten     | 00.478.102       |
| 45 | 0.001.000     | No-Limit Hold’em                               | 22. Juni 2014 | 1841       | Will Givens          | Vereinigte Staaten     | 00.306.634       |
| 46 | 0.050.000     | The Poker Player’s Championship                | 22. Juni 2014 | 0102       | John Hennigan (3)    | Vereinigte Staaten     | 01.517.767       |
| 47 | 0.001.500     | Ante Only No-Limit Hold’em                     | 23. Juni 2014 | 0714       | Jesse McEuen         | Vereinigte Staaten     | 00.212.093       |
| 48 | 0.001.500     | Pot-Limit Omaha Hi-Low Split-8 or Better       | 24. Juni 2014 | 0991       | Tyler Patterson      | Vereinigte Staaten     | 00.270.992       |
| 49 | 0.005.000     | No-Limit Hold’em                               | 25. Juni 2014 | 0696       | David Miscikowski    | Vereinigte Staaten     | 00.719.707       |
| 50 | 0.001.500     | Eight Game Mix                                 | 25. Juni 2014 | 0485       | Phil Ivey (10)       | Vereinigte Staaten     | 00.166.986       |
| 51 | 0.001.500     | No-Limit Hold’em Monster Stack                 | 26. Juni 2014 | 7862       | Hugo Pingray         | Frankreich             | 01.327.083       |
| 52 | 0.010.000     | Limit Hold’em                                  | 26. Juni 2014 | 0122       | David Olson          | Vereinigte Staaten     | 00.303.909       |
| 53 | 0.001.000     | Ladies No-Limit Hold’em Championship           | 27. Juni 2014 | 0793       | Haixia Zhang         | Vereinigte Staaten     | 00.153.470       |
| 54 | 0.003.000     | Pot-Limit Omaha Hi-Low Split-8 or Better       | 27. Juni 2014 | 0474       | Florian Langmann     | Deutschland            | 00.297.650       |
| 55 | 0.001.500     | No-Limit Hold’em                               | 28. Juni 2014 | 2396       | Asi Moshe            | Israel                 | 00.582.321       |
| 56 | 0.001.000     | No-Limit Hold’em                               | 29. Juni 2014 | 2525       | Mike Kachan          | Vereinigte Staaten     | 00.403.483       |
| 57 | 1.000.000     | The Big One for One Drop                       | 29. Juni 2014 | 0042       | Daniel Colman        | Vereinigte Staaten     | 15.306.668       |
| 58 | 0.001.500     | No-Limit Hold’em Mixed Max                     | 30. Juni 2014 | 1475       | Jared Jaffee         | Vereinigte Staaten     | 00.405.428       |
| 59 | 0.003.000     | Omaha Hi-Low Split-8 or Better                 | 30. Juni 2014 | 0457       | Phillip Hui          | Vereinigte Staaten     | 00.286.976       |
| 60 | 0.001.500     | No-Limit Hold’em                               | 1. Juli 2014  | 2563       | Sam Jaddi            | Vereinigte Staaten     | 00.614.248       |
| 61 | 0.010.000     | Seven Card Stud                                | 1. Juli 2014  | 0102       | Matt Grapenthien     | Vereinigte Staaten     | 00.268.473       |
| 62 | 0.001.111     | The Little One for One Drop                    | 2. Juli 2014  | 4496       | Ihor Dubinski        | Ukraine                | 00.637.539       |
| 63 | 0.001.500     | 10-Game Mix Six Handed                         | 2. Juli 2014  | 0445       | Bryn Kenney          | Vereinigte Staaten     | 00.153.220       |
| 64 | 0.010.000     | Pot-Limit Omaha                                | 3. Juli 2014  | 0418       | Pat Walsh            | Vereinigte Staaten     | 00.923.379       |
| 65 | 0.010.000     | No-Limit Hold’em Main Event                    | 5. Juli 2014  | 6683       | Martin Jacobson      | Schweden               | 10.000.000       |

### Main Event

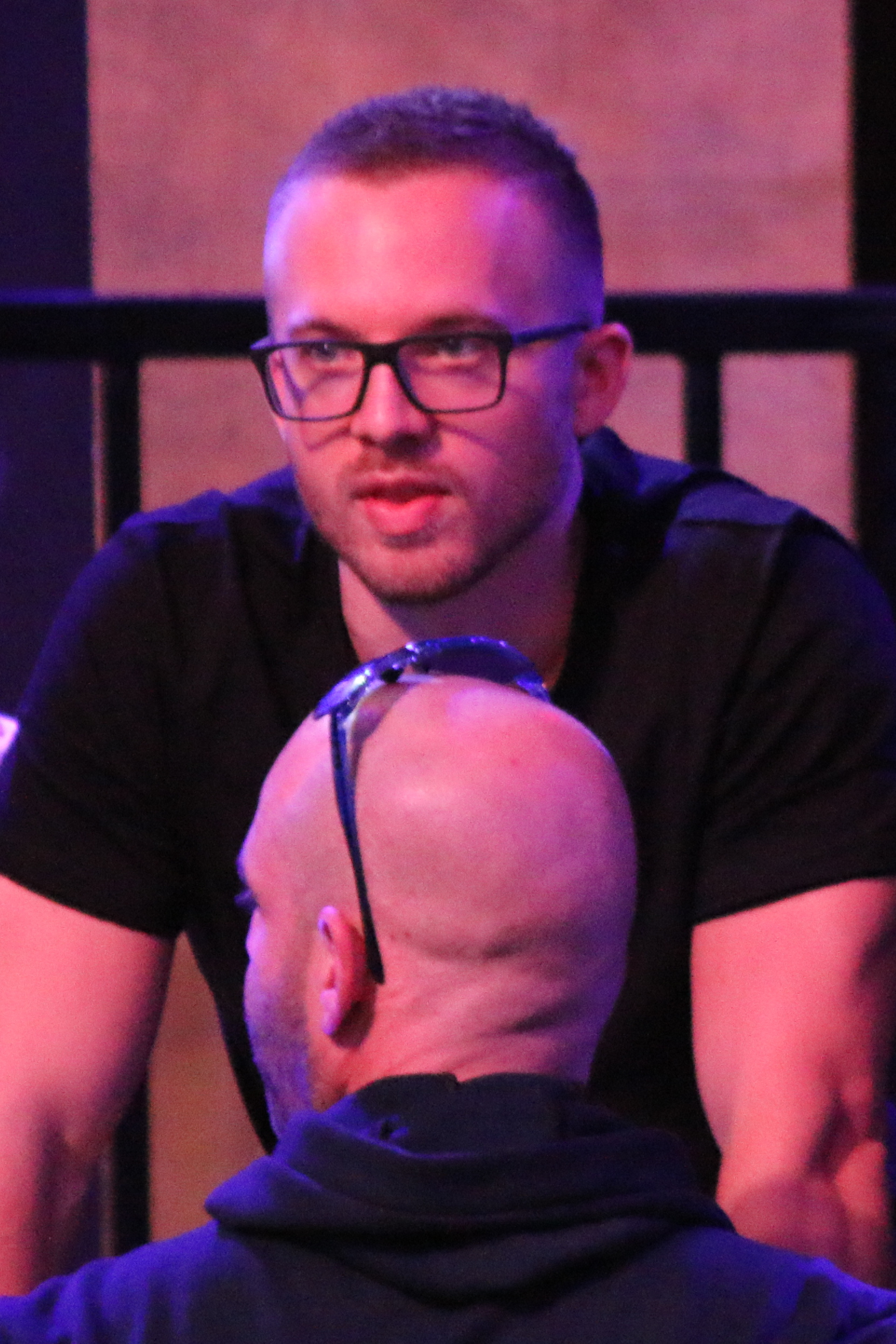
Martin Jacobson (2015)

Der Finaltisch begann am 10. November 2014. Mark Newhouse erreichte als erster Spieler seit Dan Harrington in den Jahren 2003 und 2004 zum zweiten Mal in Folge den Finaltisch und landete wie schon im Vorjahr auf dem neunten Platz. In der finalen Hand gewann Jacobson mit 10♥ 10♦ gegen Stephensen mit A♥ 9♥.
| Platz | Herkunft           | Spieler          | Alter * | Preisgeld (in $) |
| ----- | ------------------ | ---------------- | ------- | ---------------- |
| 1     | Schweden           | Martin Jacobson  | 27      | 10.000.000       |
| 2     | Norwegen           | Felix Stephensen | 23      | 05.147.911       |
| 3     | Niederlande        | Jorryt van Hoof  | 31      | 03.807.753       |
| 4     | Vereinigte Staaten | William Tonking  | 27      | 02.849.763       |
| 5     | Vereinigte Staaten | Billy Pappas     | 30      | 02.143.794       |
| 6     | Spanien            | Andoni Larrabe   | 22      | 01.622.471       |
| 7     | Vereinigte Staaten | Daniel Sindelar  | 30      | 01.236.084       |
| 8     | Brasilien          | Bruno Politano   | 31      | 00.947.172       |
| 9     | Vereinigte Staaten | Mark Newhouse    | 29      | 00.730.725       |

## Expansion
Vom 2. bis 18. Oktober 2014 wurde im Crown Casino in Melbourne die World Series of Poker Asia Pacific 2014 ausgetragen, bei der zehn Bracelets ausgespielt wurden.

## Player of the Year

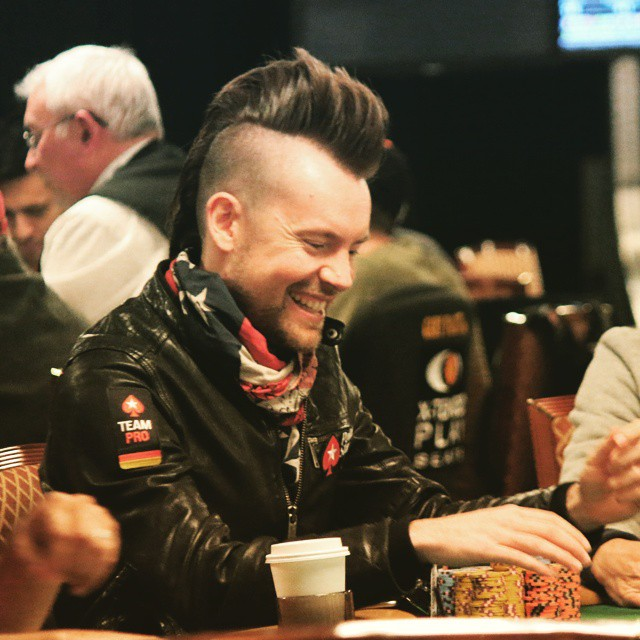
George Danzer (2015)

Die Auszeichnung als Player of the Year erhielt der Spieler, der über alle Turniere hinweg die meisten Punkte sammelte. Von der Wertung waren nicht für alle Spieler zugängliche Turniere ausgenommen. Das Ranking beinhaltete auch die Turniere der World Series of Poker Asia Pacific. Sieger George Danzer gewann bei der Hauptturnierserie zwei Bracelets sowie ein weiteres in Melbourne. Insgesamt erreichte er fünf Finaltische und platzierte sich zehnmal in den Geldrängen.
| Platz | Herkunft               | Spieler              | Punkte |
| ----- | ---------------------- | -------------------- | ------ |
| 1     | Deutschland            | George Danzer        | 923,50 |
| 2     | Vereinigte Staaten     | Brandon Shack-Harris | 829,20 |
| 3     | Schweden               | Martin Jacobson      | 587,10 |
| 4     | Vereinigte Staaten     | John Hennigan        | 557,88 |
| 5     | Kanada                 | Daniel Negreanu      | 519,08 |
| 6     | Vereinigte Staaten     | Scott Davies         | 469,40 |
| 7     | Deutschland            | Ismael Bojang        | 467,91 |
| 8     | Vereinigte Staaten     | Daniel Colman        | 452,40 |
| 9     | Vereinigte Staaten     | Justin Bonomo        | 449,63 |
| 10    | Vereinigtes Konigreich | Richard Ashby        | 413,55 |